# Seznam vrcholů v Chřibech

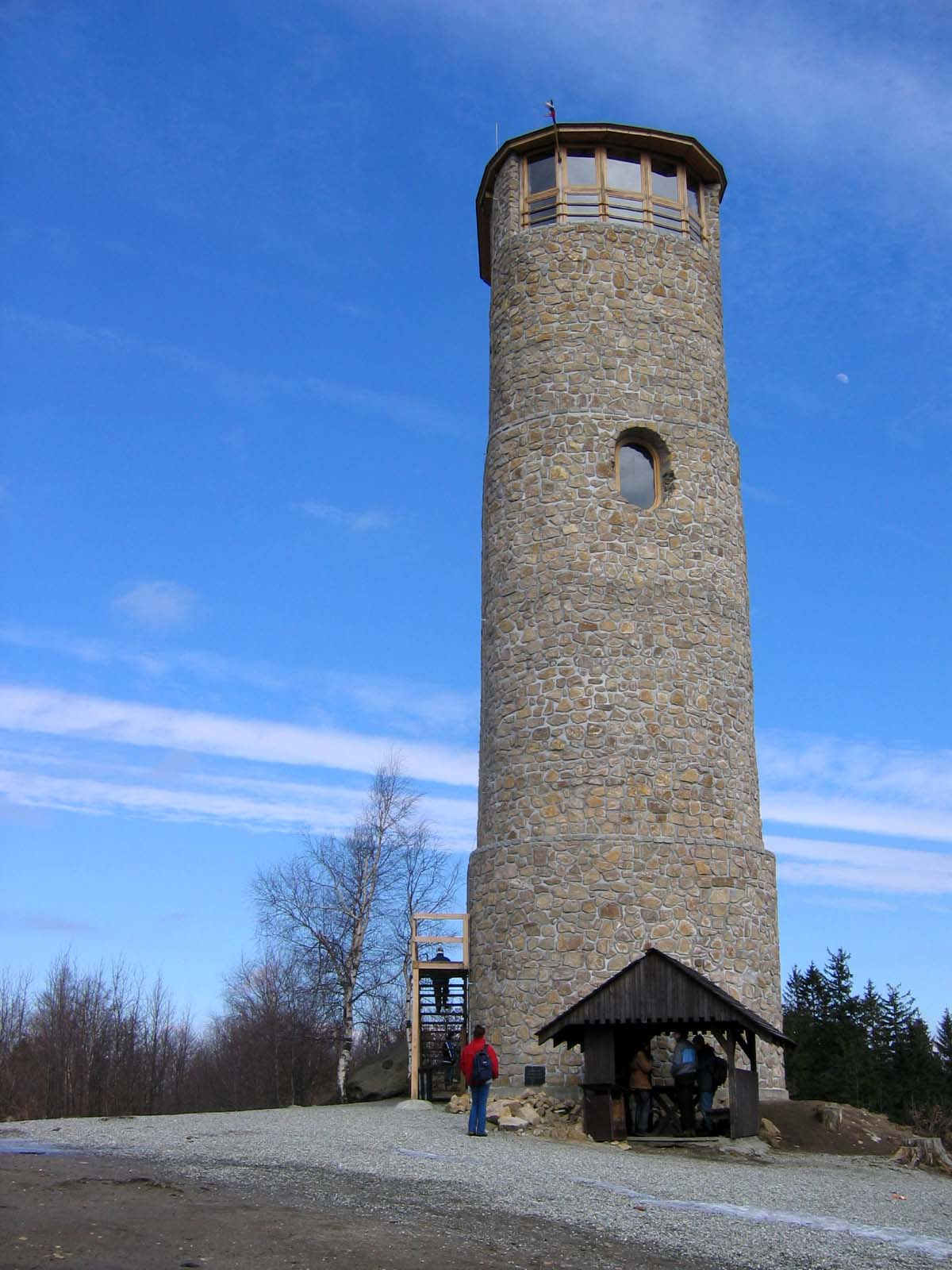
Brdo (587 m n. m.)

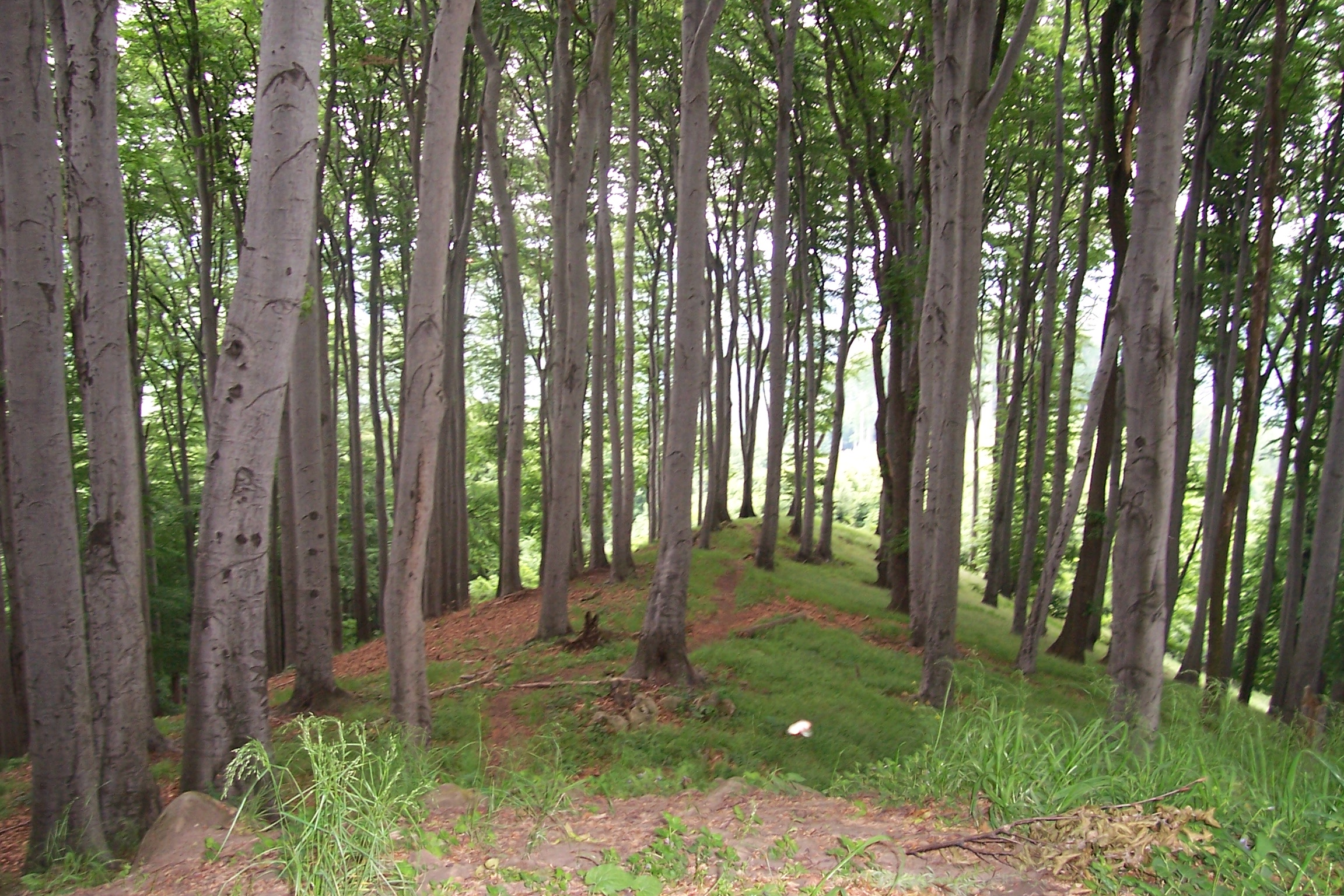
Holý kopec (548 m n. m.)

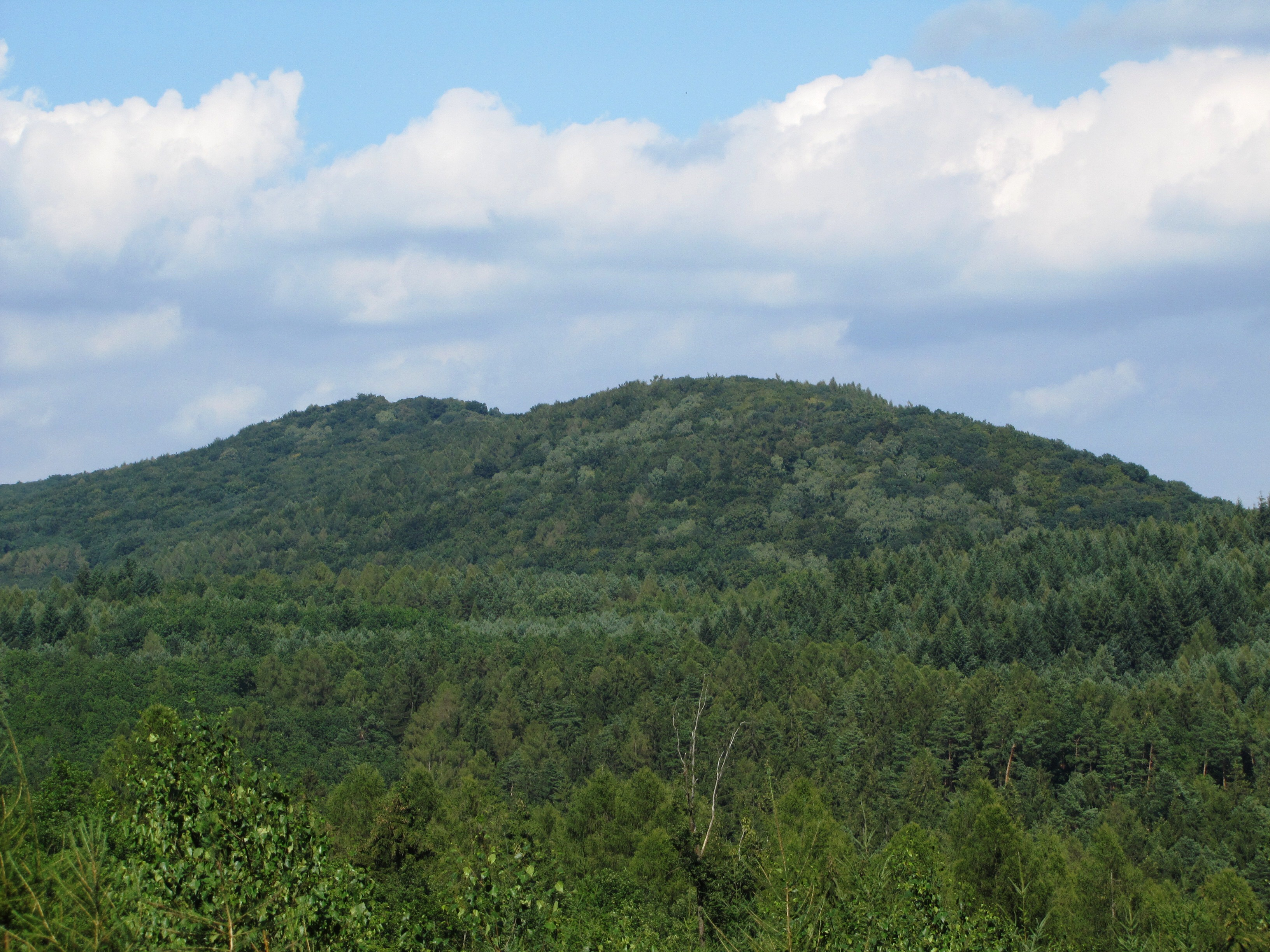
Bradlo (543 m n. m.)

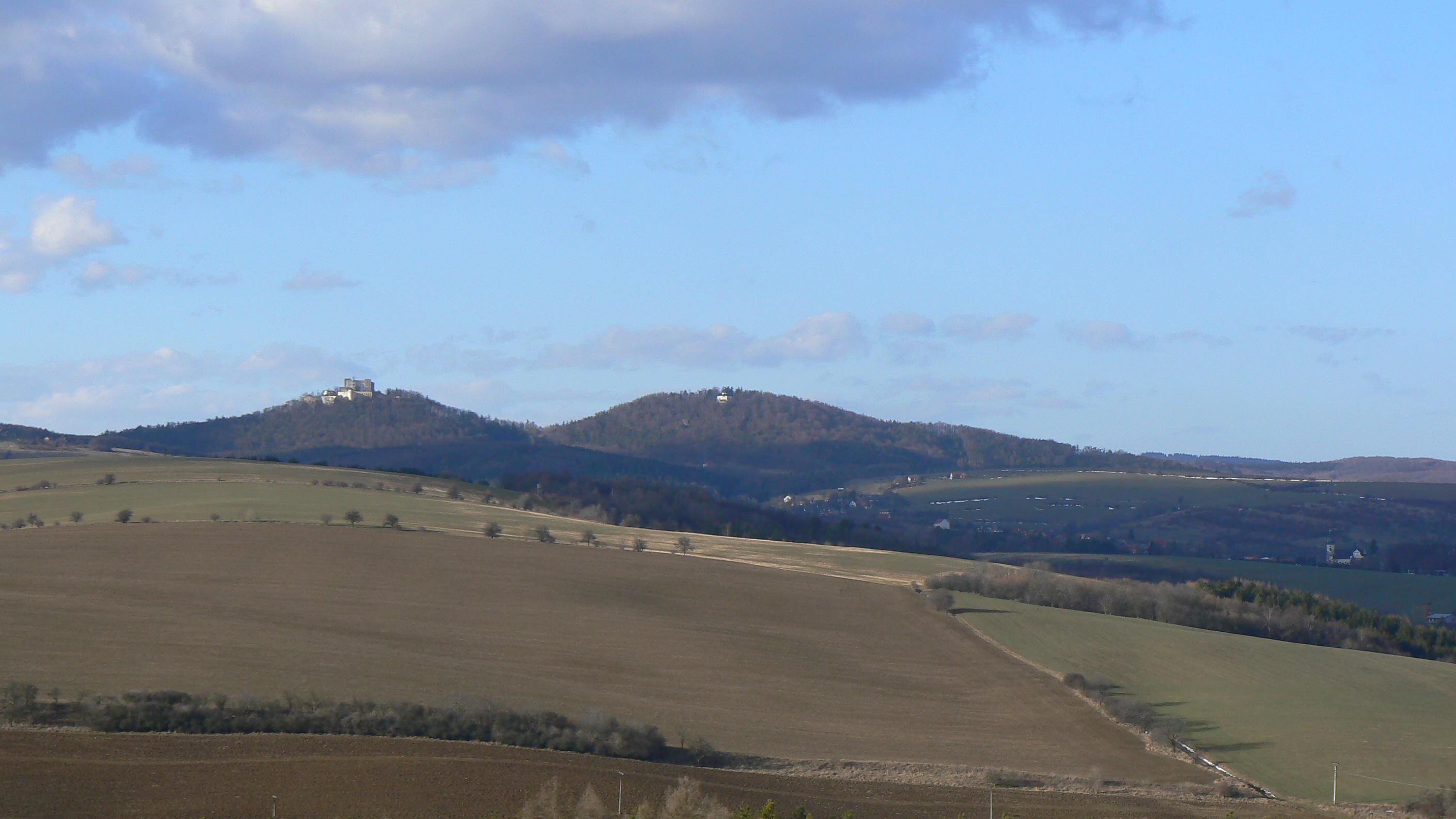
Buchlov (522 m n. m.) a
Modla (512 m n. m.)

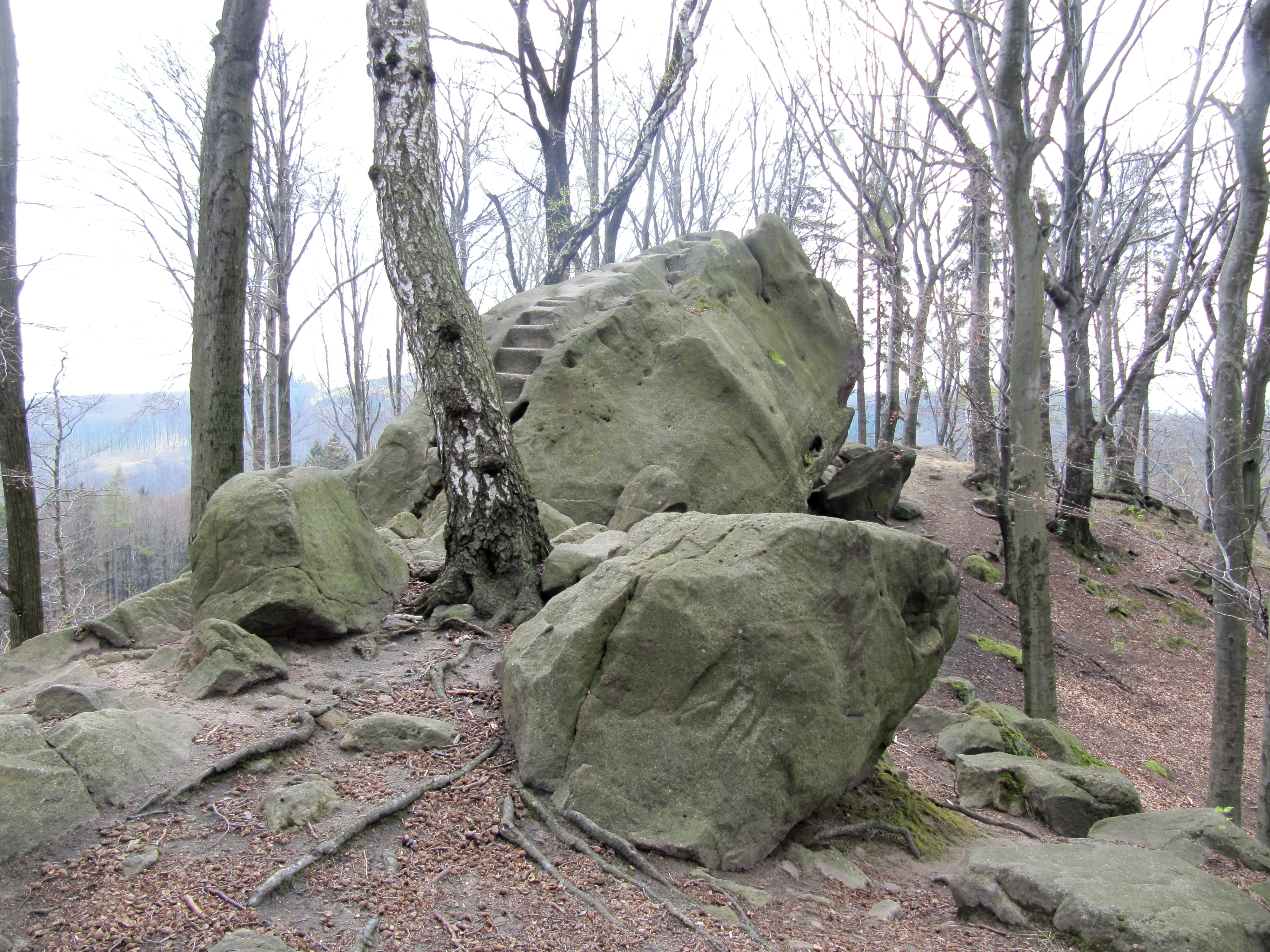
Komínky (519 m n. m.)

Seznam vrcholů v Chřibech zahrnuje pojmenované chřibské vrcholy s nadmořskou výškou nad 500 m nebo s prominencí nad 100 metrů. Seznam vychází z údajů dostupných na stránkách Mapy.cz a ze základních map ČR. Jako hranice pohoří byla uvažována hranice stejnojmenného geomorfologického celku.

## Seznam vrcholů podle výšky
Seznam vrcholů podle výšky obsahuje pojmenované vrcholy s výškou nad 500 m n. m. Všechny kromě Buchlovského kamene se nachází v okrsku Chřibské hřbety, včetně nejvyššího Brda (587 m n. m.).
| #   | Vrchol           | Výška m n. m. | Souřadnice                       | Vrchovina            | Přístup                                                                                                   |
| --- | ---------------- | ------------- | -------------------------------- | -------------------- | --- |
| 1.  | Brdo             | 587           | 49°10′16″ s. š., 17°18′32″ v. d. | Chřibské hřbety      | červená turistická značka                                                                                 |
| 2.  | Malé Brdo        | 586           | 49°10′07″ s. š., 17°18′04″ v. d. | Chřibské hřbety      | neznačeno                                                                                                 |
| 3.  | Gavendova skála  | 569           | 49°09′45″ s. š., 17°16′40″ v. d. | Chřibské hřbety      | červená turistická značka                                                                                 |
| 4.  | Pěkná hora       | 560           | 49°08′52″ s. š., 17°17′40″ v. d. | Chřibské hřbety      | neznačeno                                                                                                 |
| 5.  | Mordýřka         | 559           | 49°08′44″ s. š., 17°16′29″ v. d. | Chřibské hřbety      | neznačeno                                                                                                 |
| 6.  | Ocásek           | 553           | 49°05′56″ s. š., 17°14′10″ v. d. | Chřibské hřbety      | zelená turistická značka                                                                                  |
| 7.  | Hrad             | 552           | 49°07′57″ s. š., 17°13′32″ v. d. | Chřibské hřbety      | neznačeno                                                                                                 |
| 8.  | Holý kopec       | 548           | 49°06′14″ s. š., 17°17′19″ v. d. | Chřibské hřbety      | neznačeno                                                                                                 |
| 9.  | Holý kopec       | 548           | 49°08′29″ s. š., 17°15′34″ v. d. | Chřibské hřbety      | neznačeno                                                                                                 |
| 10. | Komárec          | 547           | 49°07′44″ s. š., 17°13′58″ v. d. | Chřibské hřbety      | neznačeno                                                                                                 |
| 11. | Holý vrch        | 544           | 49°10′48″ s. š., 17°21′13″ v. d. | Chřibské hřbety      | neznačeno                                                                                                 |
| 12. | Kazatelna        | 544           | 49°05′44″ s. š., 17°13′34″ v. d. | Chřibské hřbety      | červená turistická značka                                                                                 |
| 13. | Bradlo           | 543           | 49°04′42″ s. š., 17°11′44″ v. d. | Chřibské hřbety      | neznačeno                                                                                                 |
| 14. | Hatě             | 538           | 49°09′05″ s. š., 17°17′42″ v. d. | Chřibské hřbety      | červená turistická značka                                                                                 |
| 15. | Buchlovský kámen | 535           | 49°08′12″ s. š., 17°17′57″ v. d. | Jankovická vrchovina | žlutá turistická značka                                                                                   |
| 16. | Velká Ostrá      | 531           | 49°04′54″ s. š., 17°09′57″ v. d. | Chřibské hřbety      | neznačeno                                                                                                 |
| 17. | Jeřabčina skála  | 526           | 49°10′39″ s. š., 17°20′24″ v. d. | Chřibské hřbety      | červená turistická značka                                                                                 |
| 18. | Buchlov          | 522           | 49°06′27″ s. š., 17°18′40″ v. d. | Chřibské hřbety      | červená turistická značka · zelená turistická značka · žlutá turistická značka · naučná turistická značka |
| 19. | Komínky          | 519           | 49°11′05″ s. š., 17°22′05″ v. d. | Chřibské hřbety      | červená turistická značka                                                                                 |
| 20. | Velká Jivina     | 519           | 49°08′06″ s. š., 17°14′09″ v. d. | Chřibské hřbety      | neznačeno                                                                                                 |
| 21. | Malá Jivina      | 517           | 49°08′11″ s. š., 17°14′37″ v. d. | Chřibské hřbety      | neznačeno                                                                                                 |
| 22. | Špidlák          | 515           | 49°05′14″ s. š., 17°12′10″ v. d. | Chřibské hřbety      | neznačeno                                                                                                 |
| 23. | Na pahrbu        | 512           | 49°07′38″ s. š., 17°12′45″ v. d. | Chřibské hřbety      | neznačeno                                                                                                 |
| 24. | Tvarůžek         | 512           | 49°10′48″ s. š., 17°20′12″ v. d. | Chřibské hřbety      | červená turistická značka                                                                                 |
| 25. | Modla            | 512           | 49°06′31″ s. š., 17°19′09″ v. d. | Chřibské hřbety      | zelená turistická značka · naučná turistická značka                                                       |
| 26. | Hnidavec         | 504           | 49°11′11″ s. š., 17°21′44″ v. d. | Chřibské hřbety      | červená turistická značka · naučná turistická značka                                                      |
| 27. | Hroby            | 502           | 49°06′03″ s. š., 17°15′12″ v. d. | Chřibské hřbety      | zelená turistická značka                                                                                  |
| 28. | Vršava           | 500           | 49°06′07″ s. š., 17°11′40″ v. d. | Chřibské hřbety      | zelená turistická značka                                                                                  |
| 29. | Brusnice         | 500           | 49°05′33″ s. š., 17°11′37″ v. d. | Chřibské hřbety      | neznačeno                                                                                                 |

## Seznam vrcholů podle prominence
Seznam vrcholů podle prominence obsahuje všechny hory a kopce s prominencí (relativní výškou) nad 100 metrů, bez ohledu na nadmořskou výšku. Takové jsou v Chřibech 4. Nejprominentnějším vrcholem je nejvyšší Brdo (prominence 293 m), následované Holým kopcem (125 m).
| #  | Vrchol     | Výška m n. m. | Promi- nence | Izolace (km)      | Souřadnice                       | Vrchovina       | Přístup                                                                                                   |
| -- | ---------- | ------------- | ------------ | ----------------- | -------------------------------- | --------------- | --- |
| 1. | Brdo       | 0587          | 293          | 30,9 → Lysina     | 49°10′16″ s. š., 17°18′32″ v. d. | Chřibské hřbety | červená turistická značka                                                                                 |
| 2. | Holý kopec | 0548          | 125          | 03,9 → Ocásek     | 49°06′14″ s. š., 17°17′19″ v. d. | Chřibské hřbety | neznačeno                                                                                                 |
| 3. | Ocásek     | 0553          | 123          | 05,8 → Mordýřka   | 49°05′56″ s. š., 17°14′10″ v. d. | Chřibské hřbety | zelená turistická značka                                                                                  |
| 4. | Buchlov    | 0522          | 105          | 01,5 → Holý kopec | 49°06′27″ s. š., 17°18′40″ v. d. | Chřibské hřbety | červená turistická značka · zelená turistická značka · žlutá turistická značka · naučná turistická značka |